# Августа Цибишева
Августа Цибишева (нар. 14 серпня 1988) — колишня російська тенісистка.
Найвищу одиночну позицію світового рейтингу — 423 місце досягла 14 червня 2010, парну — 379 місце — 24 березня 2008 року.
Здобула 1 одиночний та 8 парних титулів.
Завершила кар'єру 2014 року.

## Фінали ITF (9–8)

### Одиночний розряд (1–0)
| Легенда          |
| ---------------- |
| Турніри $100,000 |
| Турніри $75,000  |
| Турніри $50,000  |
| Турніри $25,000  |
| Турніри $10,000  |

| Фінали за покриттям |
| ------------------- |
| Тверде (1–0)        |
| Ґрунт (0–0)         |
| Трава (0–0)         |
| Килим (0–0)         |

| Результат | Ранг | Дата          | Турнір             | Покриття | Суперниця        | Рахунок       |
| --------- | ---- | ------------- | ------------------ | -------- | ---------------- | ------------- |
| Перемога  | 1.   | 26 липня 2009 | Стамбул, Туреччина | Тверде   | Магалі де Латтре | 6–2, 4–6, 6–4 |

### Парний розряд (8–8)
| Легенда          |
| ---------------- |
| Турніри $100,000 |
| Турніри $75,000  |
| Турніри $50,000  |
| Турніри $25,000  |
| Турніри $10,000  |

| Фінали за покриттям |
| ------------------- |
| Тверде (5–4)        |
| Ґрунт (3–4)         |
| Трава (0–0)         |
| Килим (0–0)         |

| Результат | Ранг | Дата              | Турнір                 | Покриття | Партнерка         | Суперниці                                             | Рахунок               |
| --------- | ---- | ----------------- | ---------------------- | -------- | ----------------- | ----------------------------------------------------- | --------------------- |
| Поразка   | 1.   | 27 травня 2007    | Стамбул, Туреччина     | Тверде   | Мая Камбич        | Чагла Бююкакчай Рія Сабай                             | 2–6, 4–6              |
| Перемога  | 1.   | 3 вересня 2007    | Баку, Азербайджан      | Ґрунт    | Василіса Давидова | Леся Цуренко Kateryna Yergina                         | 7–5, 4–6, [10–7]      |
| Перемога  | 2.   | 10 вересня 2007   | Тбілісі, Джорджія      | Ґрунт    | Манана Шапакідзе  | Тінатін Кавлашвілі Сопія Шапатава                     | 6–1, 1–6, [10–8]      |
| Поразка   | 2.   | 31 березня 2008   | Анталія, Туреччина     | Ґрунт    | Євгенія Пашкова   | Сімона Матей Валентіна Сульпіціо                      | 2–6, 7–5, [4–10]      |
| Поразка   | 3.   | 28 липня 2008     | Рабат, Марокко         | Ґрунт    | Софія Квацабая    | Фатіма Ель Алламі Ліза Сабіно                         | 0–6, 3–6              |
| Перемога  | 3.   | 30 березня 2009   | Анталія, Туреччина     | Тверде   | Софія Квацабая    | Іма Богуш Марія Жаркова                               | 6–4, 4–6, [10–8]      |
| Поразка   | 4.   | 6 квітня 2009     | Анталія, Туреччина     | Тверде   | Софія Квацабая    | Анна Фіцпатрік Ганне Скак Єнсен                       | 6–7(3–7), 6–2, [7–10] |
| Поразка   | 5.   | 11 травня 2009    | Санкт-Петербург, Росія | Тверде   | Марія Жаркова     | Юлія Калабіна Марта Сироткіна                         | 1–6, 2–6              |
| Перемога  | 4.   | 14 липня 2009     | Ізмір, Туреччина       | Тверде   | Софія Квацабая    | Зузана Лінгова Сандра Заневська                       | 6–0, 3–6, [10–5]      |
| Поразка   | 6.   | 21 липня 2009     | Стамбул, Туреччина     | Тверде   | Софія Квацабая    | Пемра Озген Манана Шапакідзе                          | 2–6, 2–6              |
| Перемога  | 5.   | 15 вересня 2009   | Льєйда, Іспанія        | Ґрунт    | Софія Квацабая    | Хімена Ермосо Гарбінє Мугуруса                        | 6–3, 6–2              |
| Перемога  | 6.   | 8 лютого 2010     | Майорка, Іспанія       | Ґрунт    | Софія Квацабая    | Бенедетта Давато Інес Феррер Суарес                   | 7–6(8–6), 6–4         |
| Перемога  | 7.   | 10 травня 2010    | Тортоса, Іспанія       | Ґрунт    | Каміла Сільва     | Montserrat Blasco Fernández Арабела Фернандес Рабенер | 6–1, 6–3              |
| Поразка   | 7.   | 1 листопада 2010  | Майорка, Іспанія       | Ґрунт    | Марія Жуан Келер  | Лара Арруабаррена Інес Феррер Суарес                  | 5–7, 2–6              |
| Поразка   | 8.   | 15 листопада 2010 | Майорка, Іспанія       | Ґрунт    | Марія Жуан Келер  | Дьяна Енаке Raluca Elena Platon                       | 3–6, 6–7(3–7)         |
| Перемога  | 8.   | 12 травня 2014    | Сус, Туніс             | Тверде   | Шанталь Шкамлова  | Olga Parres Azcoitia Нурія Паррісас-Діас              | 6–3, 6–2              |